# Psychotria davidsei
Psychotria davidsei är en måreväxtart som beskrevs av John Duncan Dwyer. Psychotria davidsei ingår i släktet Psychotria och familjen måreväxter. Inga underarter finns listade i Catalogue of Life.